# Hùng Linh Công
Hùng Linh Công là cháu ruột của vua và là một danh tướng thuộc đời Hùng Vương thứ sáu. Ông được vua trao cho kim đao và 3 vạn binh mã đi tiên phong cùng với Thánh Gióng đánh tan giặc Ân. Ông được vua Hùng giao cho cai quản xứ Kinh Bắc. Ông cũng có công trừ hổ để giữ cuộc sống an bình cho người dân. Ông sinh ra và mất trên đất Hiệp Hòa, Bắc Giang và được thờ ở Đền IA khoảng 3700 năm nay.

## Tiểu sử

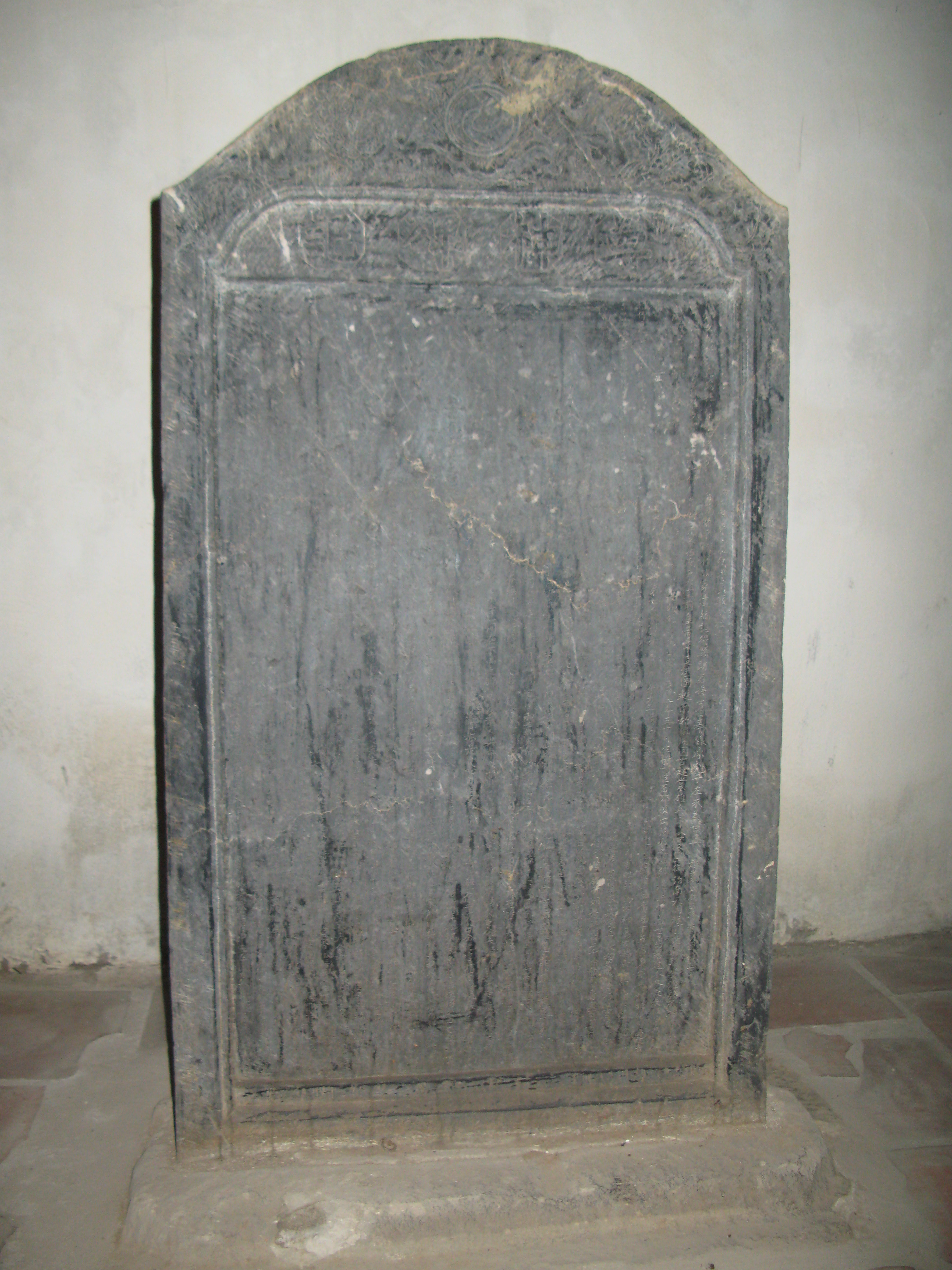
Bia đá khắc toàn văn "Ngọc Phả Quốc Lục" đặt trong Đền IA.

Tiểu sử chi tiết về Thánh Hùng Linh Công được ghi trong cuốn Ngọc phả quốc lục. Cuốn sách còn lưu lại tại Đền IA (tức Đền Y Sơn) thuộc xã Hòa Sơn, huyện Hiệp Hòa, tỉnh Bắc Giang do Hàn lâm viện Đông các Đại Học sĩ Nguyễn Bính phụng soạn vào niên hiệu Hồng Phúc, triều đại Sùng Khang năm Nhâm Thân (1572). Đến niên hiệu Vĩnh Hựu thứ ba, triều đại Lê Ý Tông (Duy Thận) năm Đinh Tỵ (1737), Hồng Lĩnh thiếu khanh thuộc Quản giám bách thần tri điện là Nguyễn Hiền Mại căn cứ vào bản của triều trước chép lại. Toàn bộ cuốn Ngọc phả quốc lục về Y Sơn linh tích được khắc trên hai mặt bia đá (mặt tiền và mặt hậu) hiện còn dựng trong Đền IA, bia dựng năm Bính Thìn 1856 niên hiệu Tự Đức năm thứ 9, triều đại Tự Đức (Hồng Nhậm).
Sau khi cuốn Ngọc phả quốc lục ra đời, 13 triều đại sau đó từ 1660–1925 đã có 21 đạo sắc phong cho Hùng Linh Công (hiện vẫn còn lưu giữ tại Đền IA). Nhiều đạo sắc phong có độ dài gần 300 từ.

## Chùa IA và Đền IA
Núi IA (còn có tên là Y Sơn, núi Hia, trong Đại Nam nhất thống chí gọi là núi Thù Sơn, trong Bắc Ninh tỉnh chí gọi là núi Hòa Sơn) nằm ở phía tây – tây bắc Hiệp Hòa gồm hai ngọn, cao khoảng 100 mét so với mặt nước biển, giáp với sông Cầu, là mái nhà của Hiệp Hòa, là nơi có phong cảnh đẹp nhất huyện, một danh lam có tiếng vào thời Lê, Nhà Lê từng dựng hành cung ở đây. Phía tây núi có Chùa IA (Tây môn tự), thiết kế theo kiểu tiền Phật, hậu Thánh – nơi thờ ông bà Hùng Nhạc. Phía đông núi là Đền IA (Đông môn tự) thờ Thánh Hùng Linh Công. Trong đền có nhiều tượng hổ bằng đá, đôi ngựa đá, đôi ngựa gỗ để rước trong các ngày lễ hội, đôi voi đá, một câu đối dài mỗi vế 71 chữ tóm tắt sự tích Hùng Linh Công ghi trên hai bức hoành lớn, một bài thơ ca ngợi công đức của Hùng Linh Công do Tiến sĩ Nguyễn Đình Tuân người làng Sổ làm, hai chiếc quạt vua ban với xương quạt làm bằng ngà voi. Trên đỉnh ngọn núi cao nhất có Đền thờ Sơn thần và giếng nước Tiên, vào ngày lễ hội du khách thả nhiều tiền lẻ xuống giếng để cầu may mắn.
Đền Y Sơn được Bộ Văn hóa Thông tin công nhận di tích lịch sử văn hóa theo Quyết định 372/QĐ-TT ngày 21/3/1994.

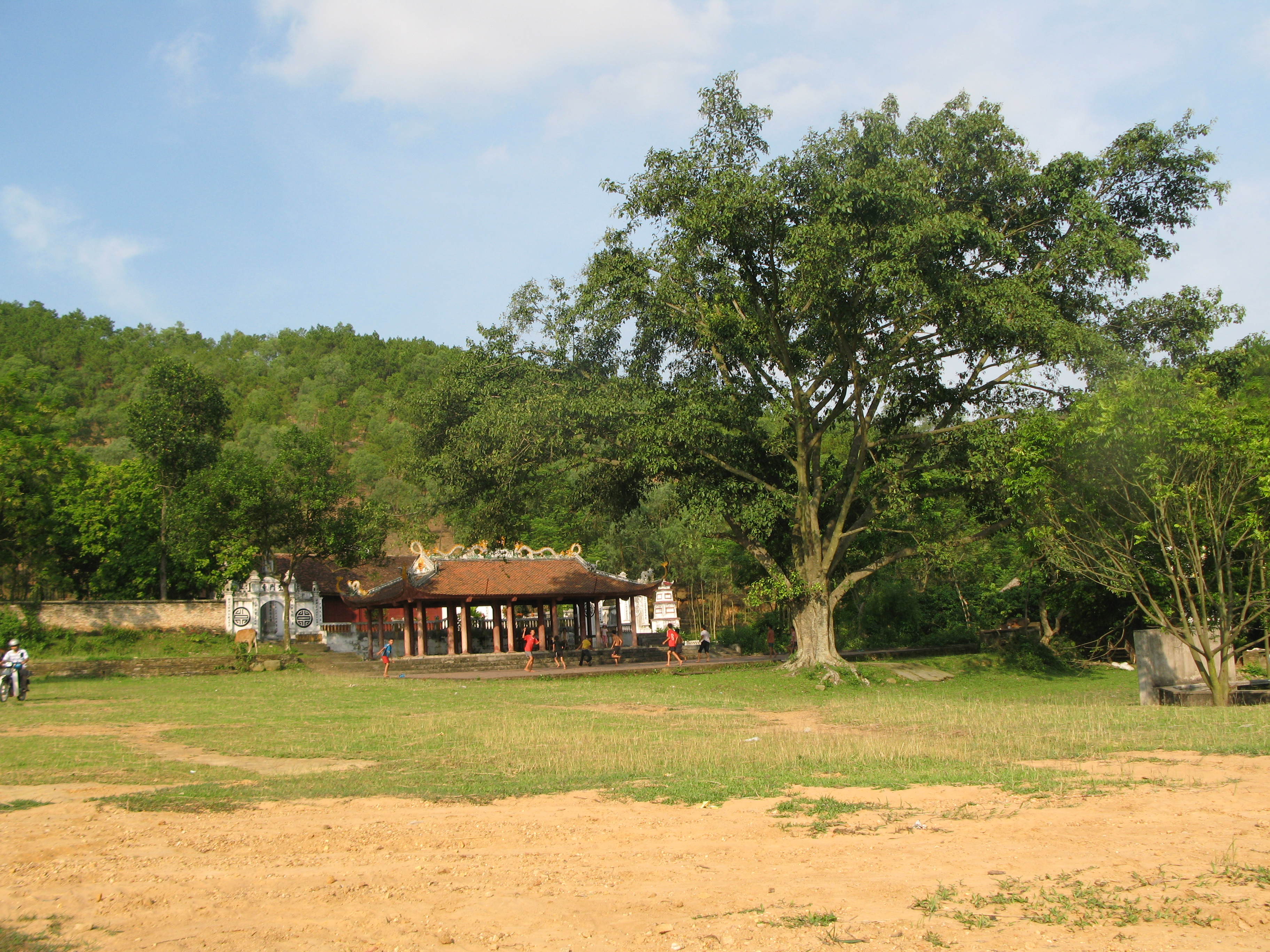
Phong cảnh núi IA và Chùa IA
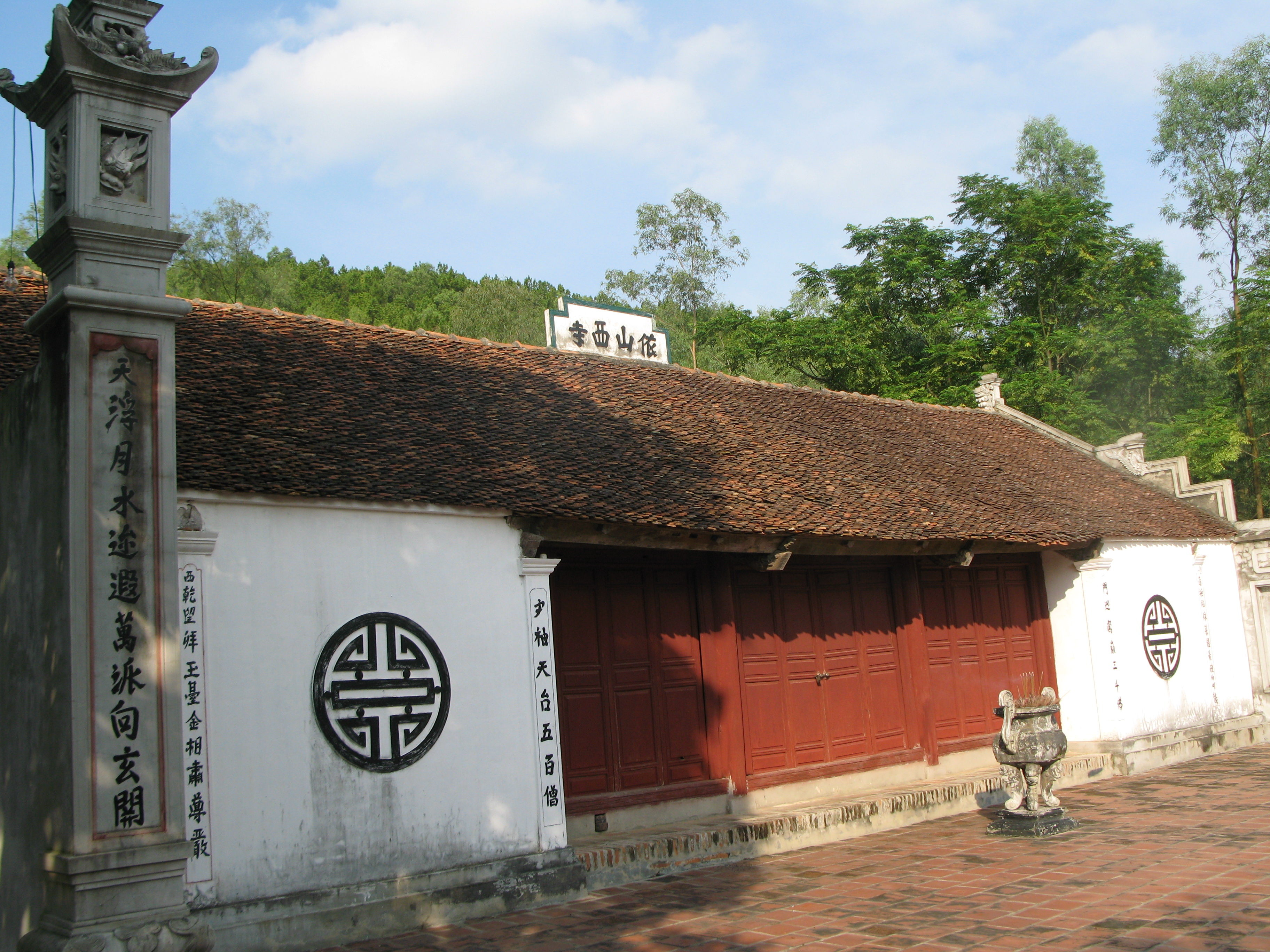
Chùa IA
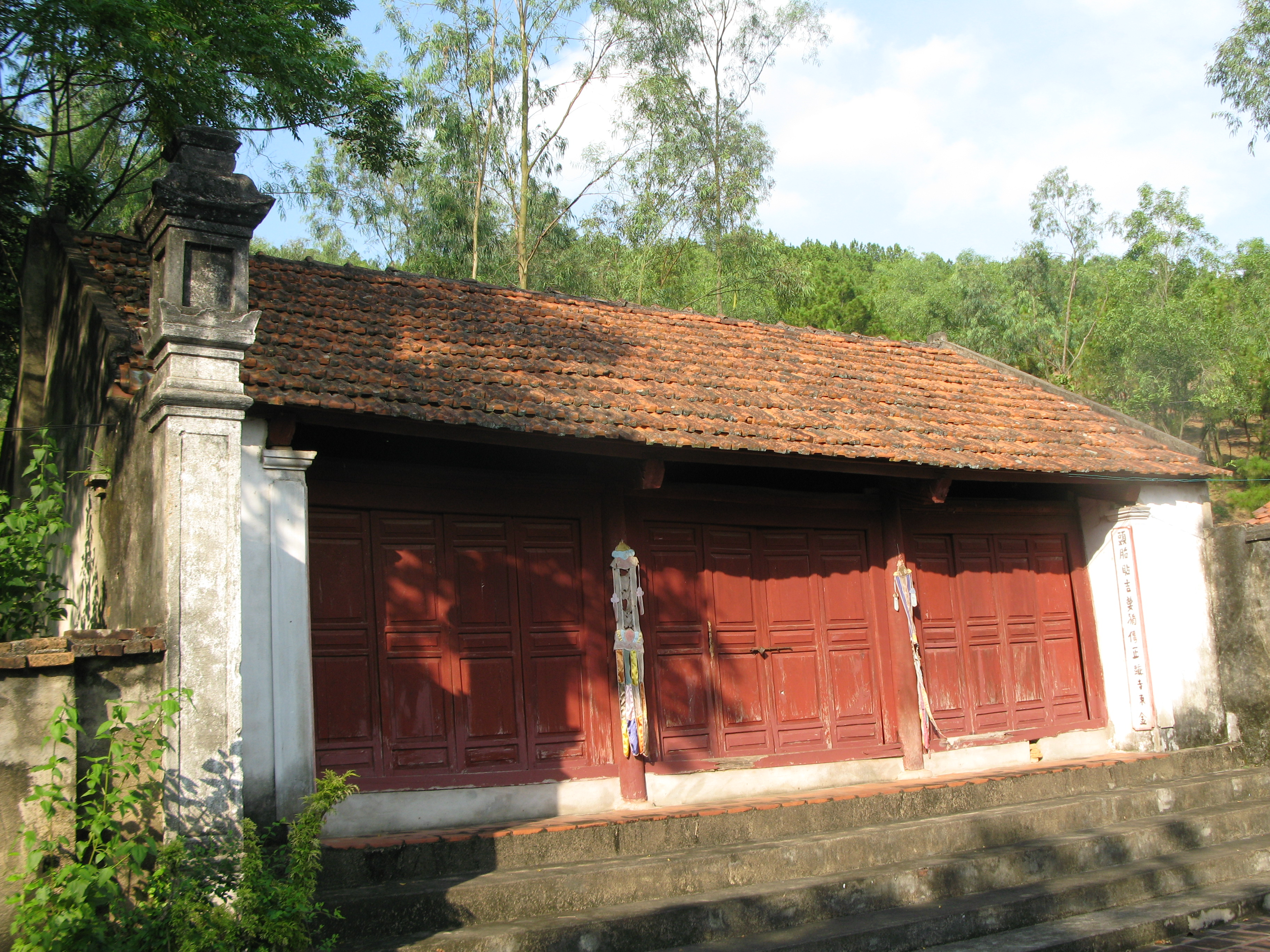
Nơi thờ hai ông bà Hùng Nhạc
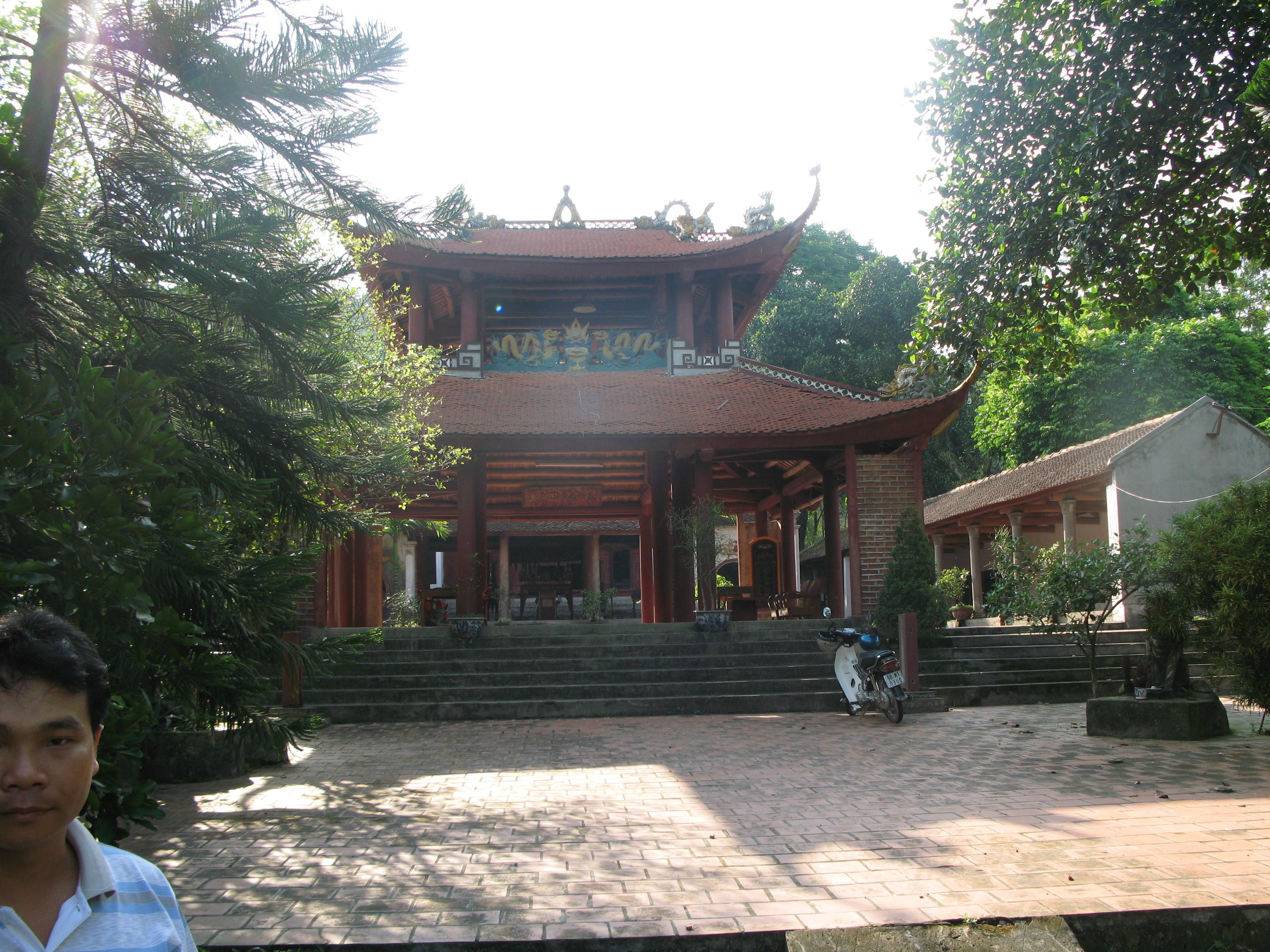
Cảnh bên ngoài Đền IA

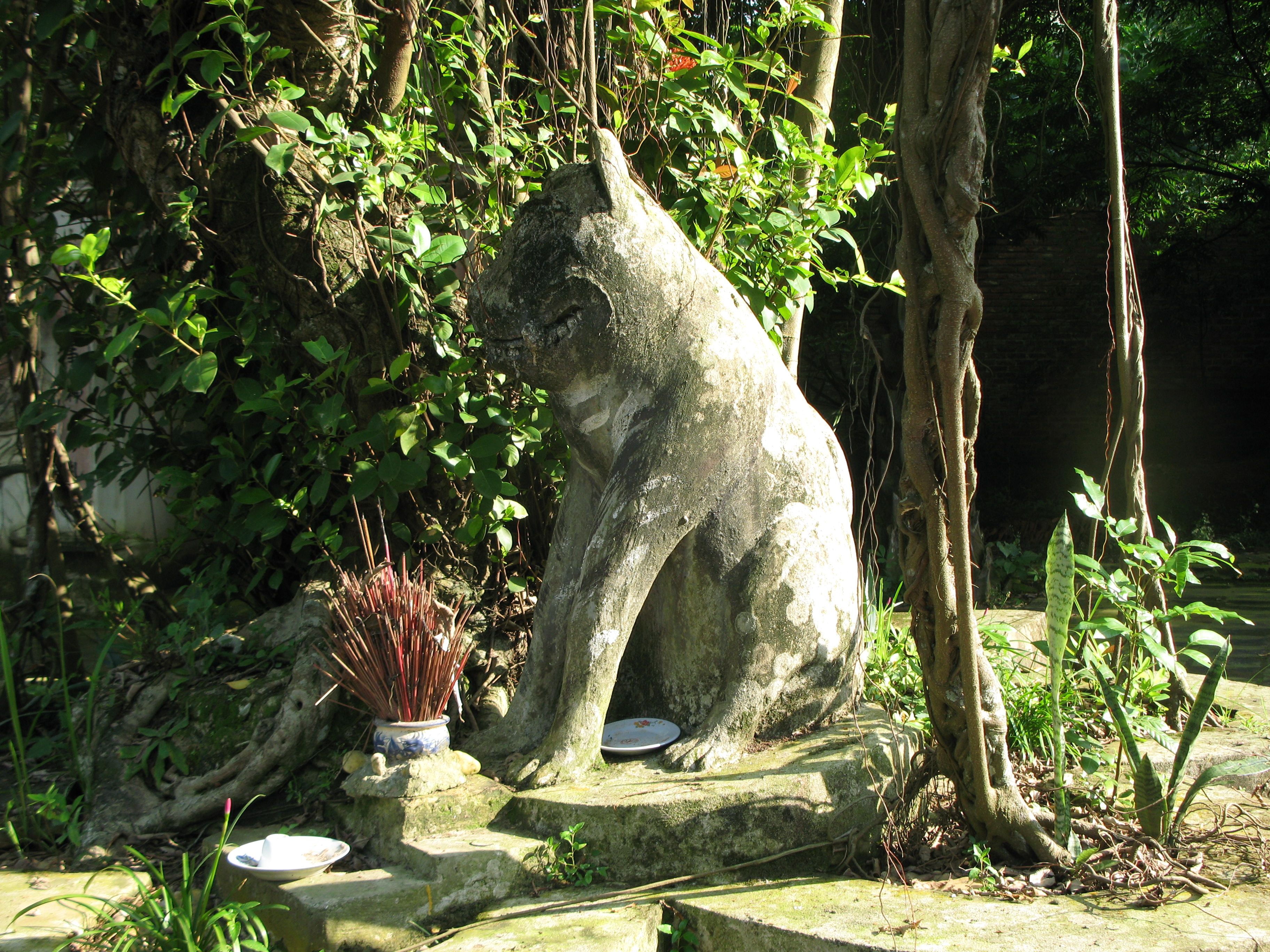
Tượng hổ bằng đá ở sân Đền IA
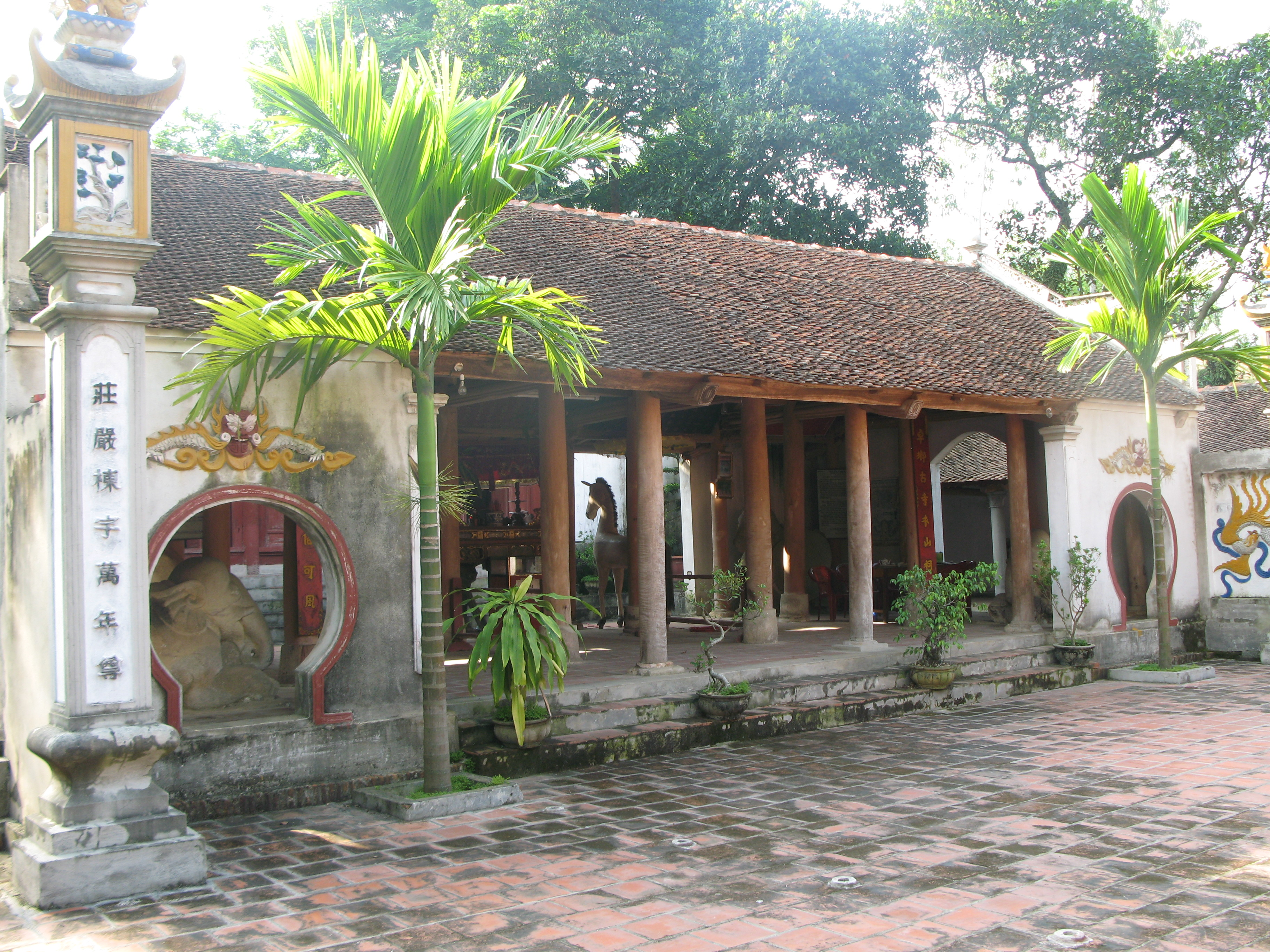
Dãy nhà để thờ và tiếp khách của Đền IA
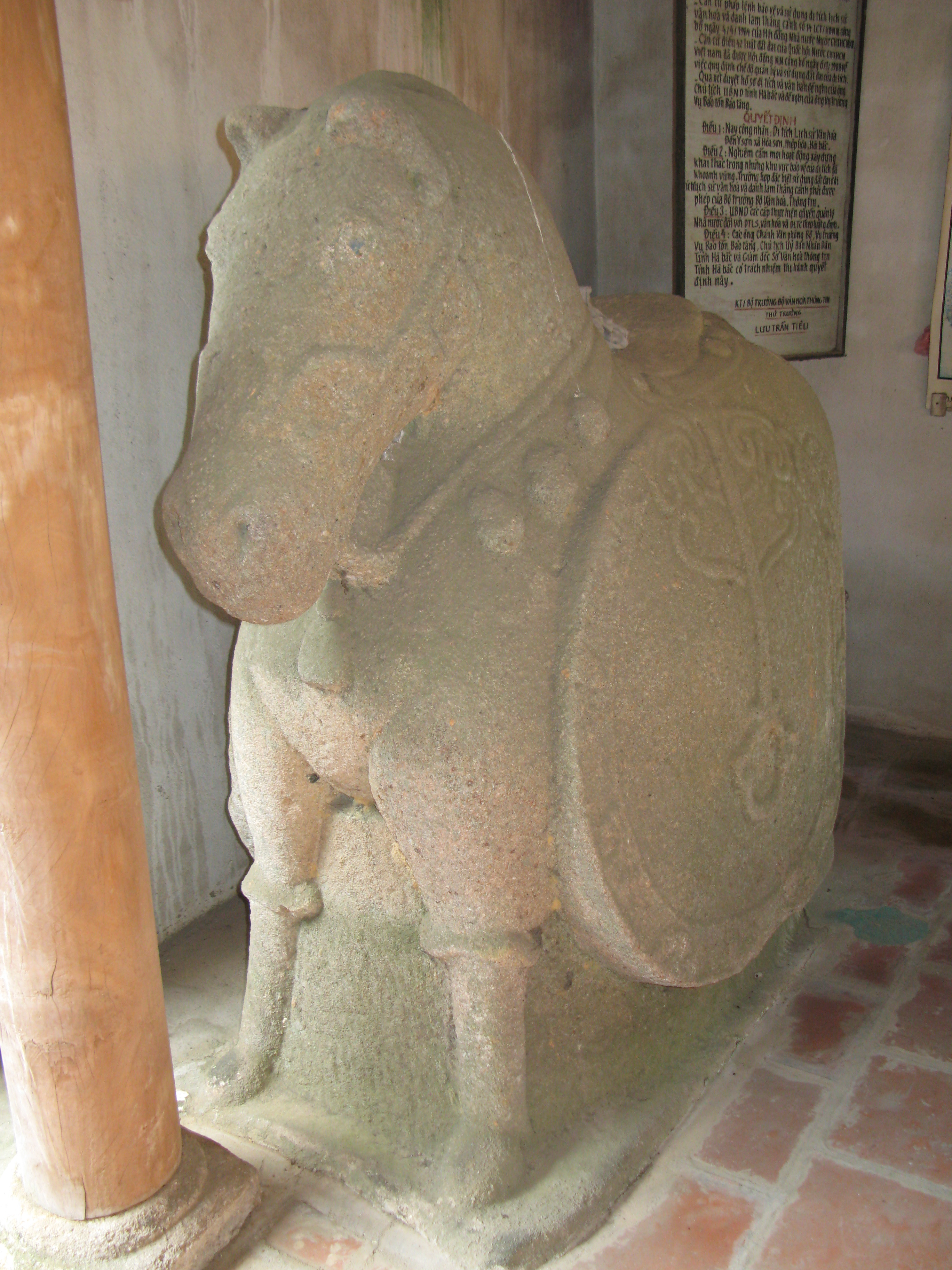
Ngựa đá trong Đền IA
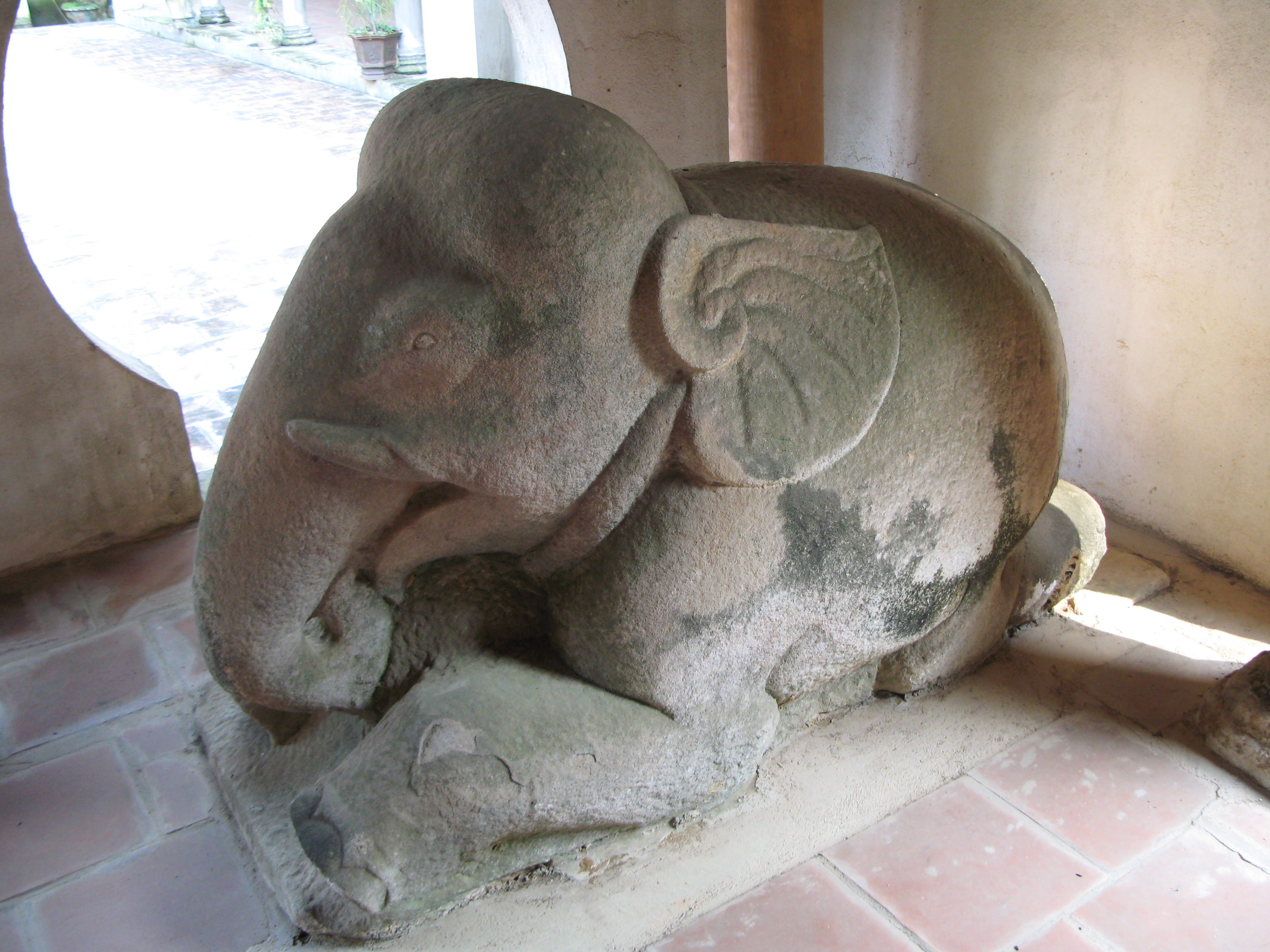
Voi đá trong Đền IA

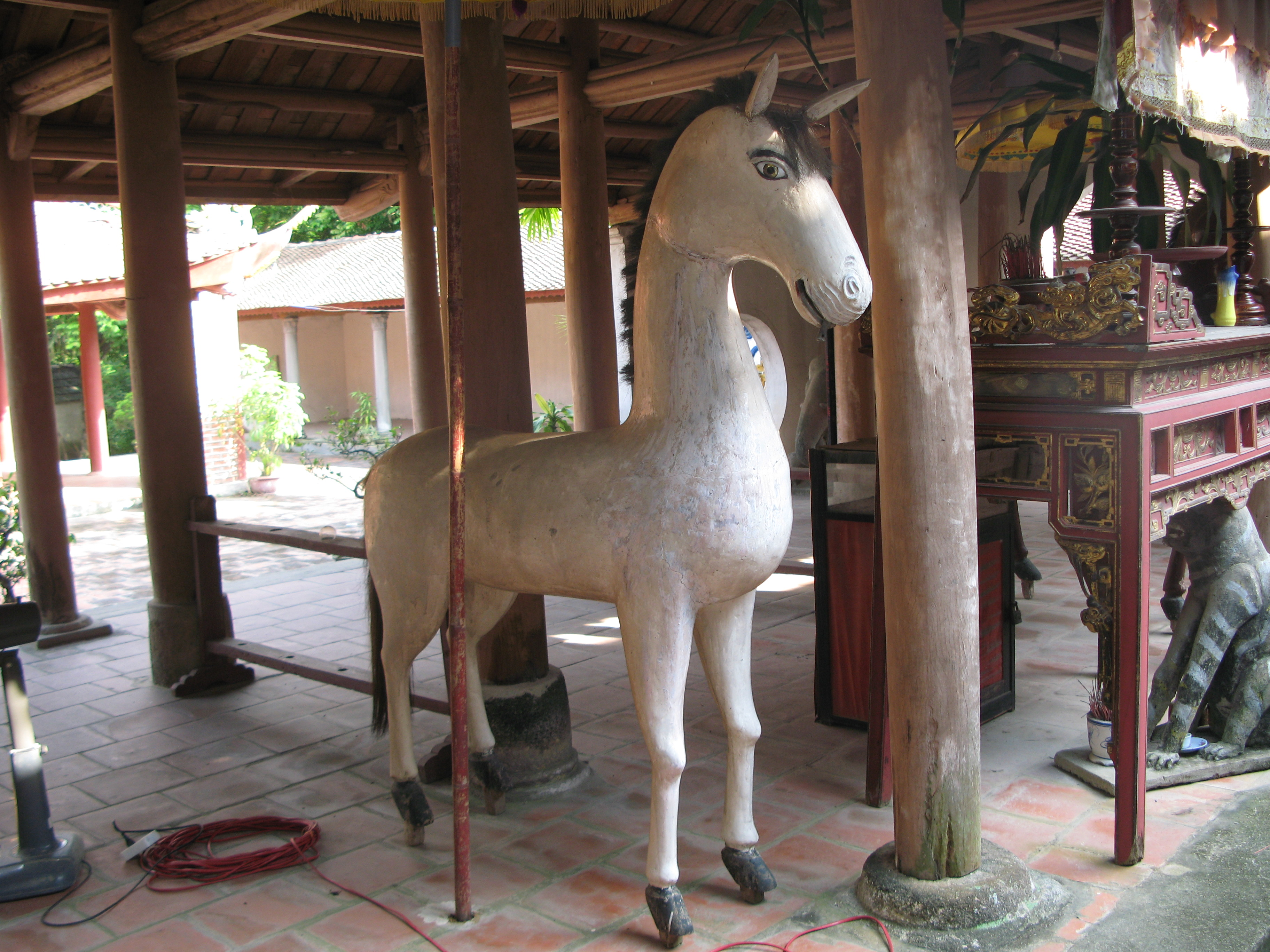
Ngựa gỗ trong Đền IA
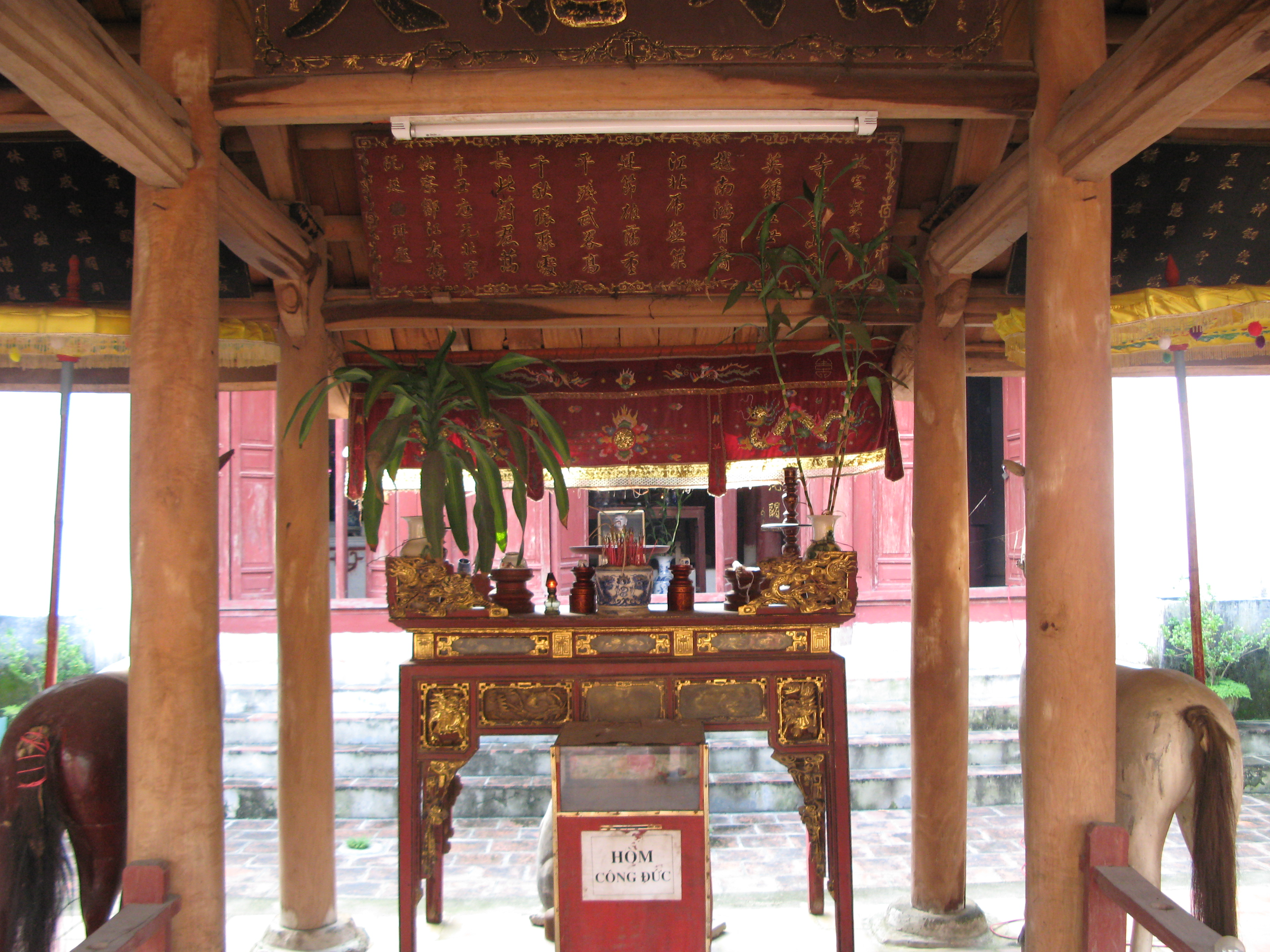
Bàn thờ và bài thơ của Nguyễn Đình Tuân
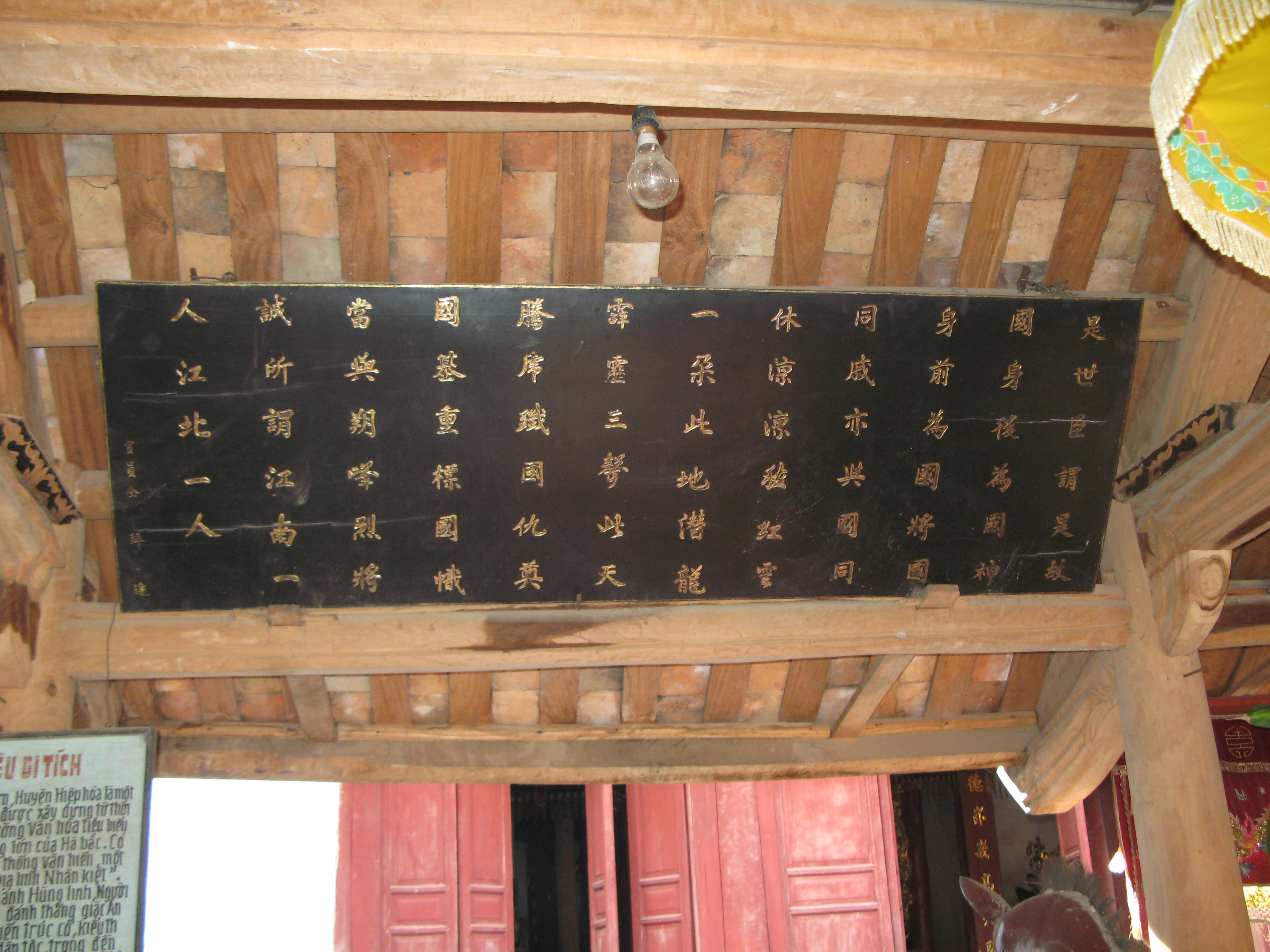
Câu đối 2 vế, mỗi vế 71 chữ trong Đền IA

## Lễ hội
Trong "Ngọc phả quốc lục" có ghi hàng năm có 10 ngày lễ tại Đền IA, về sau chỉ còn duy trì đều đặn ba ngày lễ: Lễ hội "Phu nhân thánh mẫu" ngày 15–16–17 tháng 1 âm lịch (người dân thường gọi là Lễ hội chùa IA), Lễ Thánh sinh ngày 12 tháng 10, Lễ Thánh hóa ngày 8 tháng 8. Lễ hội Chùa IA với các nghi thức tế lễ, dẫn rước cùng các trò chơi dân gian đã được so sánh với Hội Phủ Dầy của Nam Định: "Vui nhất là hội Phủ Dầy, Vui thì vui thật chẳng tầy Hội IA".
Ngay từ thời Hùng Vương thứ 6 hàng năm xuân thu nhị kỳ vào ngày mùng 2 tháng 2 và ngày 12 tháng 8 vua sai trăm quan về tế lễ ở Đền IA (Đoạn 26), các triều đại phong kiến sau này cũng vậy (cuối Đoạn 28, cuối Đoạn 32).